# Miecz i krzyż
Miecz i krzyż (wł. La spada e la croce) – włoski film biblijny z 1958 roku w reżyserii Carlo Ludovico Bragaglii.

## Obsada
| Rola                       | Aktor             | Głos                 |
| -------------------------- | ----------------- | -------------------- |
| Maria Magdalena            | Yvonne De Carlo   | Lydia Simoneschi     |
| Gajusz Klaudiusz Marcellus | Jorge Mistral     | Gualtiero De Angelis |
| Marta                      | Rossana Podestà   | Fiorella Bett        |
| Annasz                     | Massimo Serato    | Emilio Cigoli        |
| Barabasz                   | Andrea Aureli     | Luigi Pavese         |
| Łazarz                     | Terence Hill      | Massimo Turci        |
| Kajfasz                    | Nando Tamberlani  | Amilcare Pettinelli  |
| Poncjusz Piłat             | Philippe Hersent  | Giorgio Capecchi     |
| Klaudia Prokula            | Rossana Rory      | Dhia Cristiani       |
| rzymski centurion          | Giulio Battiferri | Giulio Battiferri    |
| Judasz Iskariota           | Bob Morgan        | Cesare Barbetti      |
| Jezus Chrystus             | –                 | Sergio Fantoni       |

Źródło: 